# Radio Rwanda
Radio Rwanda ist der staatliche Radiosender Ruandas und wird von der Rwanda Broadcasting Agency (RBA) betrieben. Er zählt zu den wichtigsten Medien des Landes.

## Heutige Stellung
Radio Rwanda sendet in mehreren Sprachen: Kinyarwanda und Englisch nehmen mittlerweile den Löwenteil der Sendezeit in Anspruch. Daneben werden auch noch Sendungen auf Französisch und Swahili produziert.
Neben Radio Rwanda, dem führenden Radiosender des Landes, gibt es in dem ostafrikanischen Land auch mehrere private Sender wie Radio 10, Flash FM, Contact FM, City Radio und Radio Izuba, dazu den religiösen Sender Radio Maria.
Zusätzlich zu Radio Rwanda betreibt die RBA auch den staatliche Fernsehsender RTV (früher TVR).

## Rolle im Völkermord
Nach der Ermordung des ruandischen Präsidenten Habyarimana im April 1994 rief Radio Rwanda im Auftrag der neu eingesetzten Übergangsregierung unter dem Interimspräsidenten Sindikubwabo während des Völkermords in Ruanda 1994 zur Gewalt gegen die Tutsi auf und spielte damit wie Radio Télévision Libre des Mille Collines (RTLM) eine wesentliche Rolle im Völkermord. Von 1997 bis ca. 2000 wurde Radio Ruanda mit deutschen Mitteln (Finanzielle Zusammenarbeit FZ / Kreditanstalt für Wiederaufbau) in technisch-logistischer Hinsicht wiederhergestellt („umfangreich rehabilitiert“). Details im Abschlussbericht der KfW.